# Noptiță (Mirabilis jalapa)
Noptiță (Mirabilis jalapa) este o specie de plantă erbacee din familia nictaginaceelor, cu tulpină noduroasă, frunze opuse oval-ascuțite și flori roșii-violacee, galbene, albe, plăcut mirositoare, care se deschid seara. Originară din Mexic și din Peru, se cultivă la noi ca plantă ornamentală. Rădăcinile de noptiță au proprietăți purgative.

## Denumiri
Se mai cunoaște și sub denumirea de Frumoasa nopții sau Barba-împăratului. În Anglia poartă denumirea de Floarea-de-la-ora-patru (four o'clock flower), deoarece florile ei se deschid dupămasa la această oră.

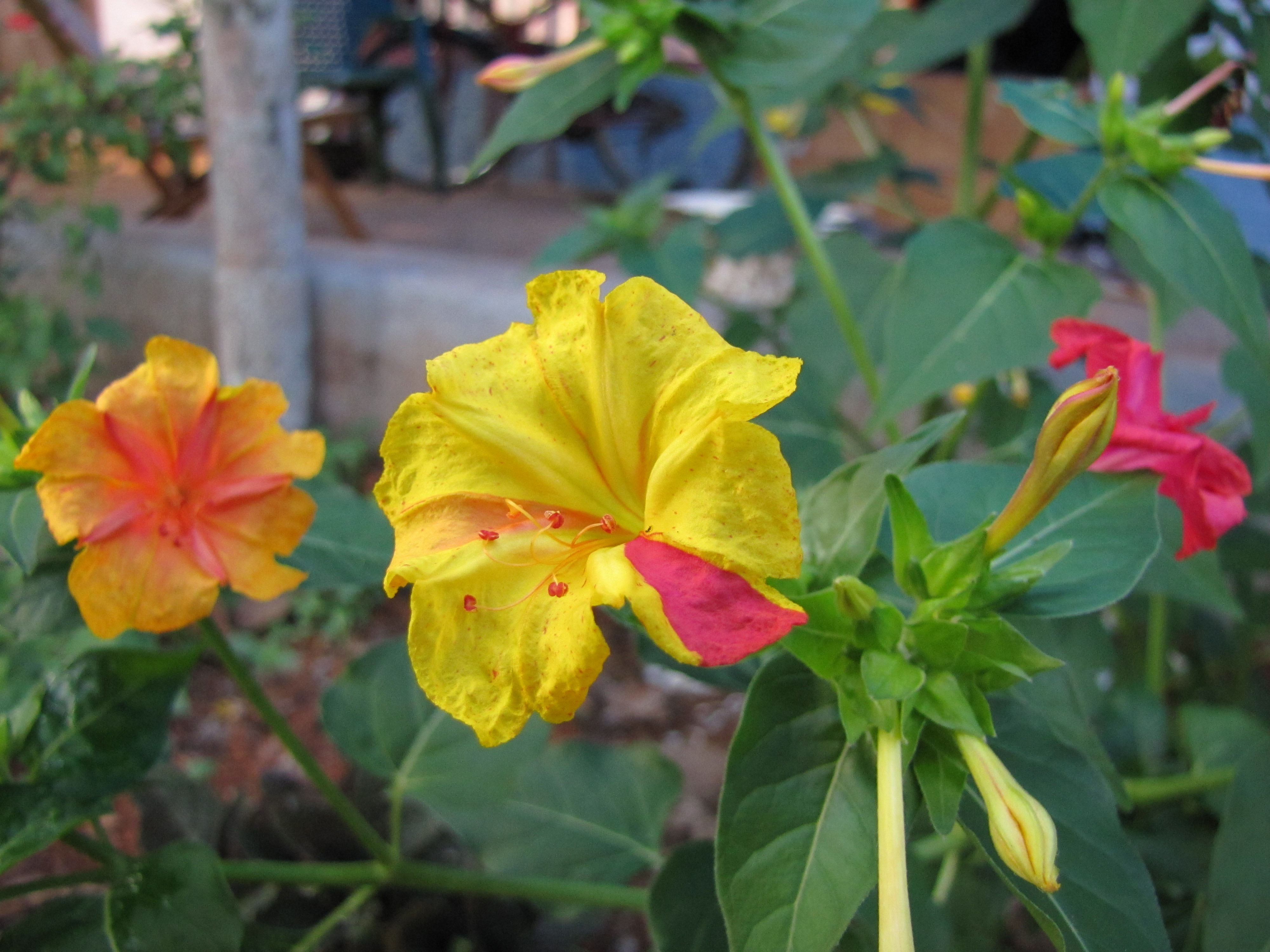
Variații de culori ale florilor la aceeași plantă și culori diferite în aceeași floare.
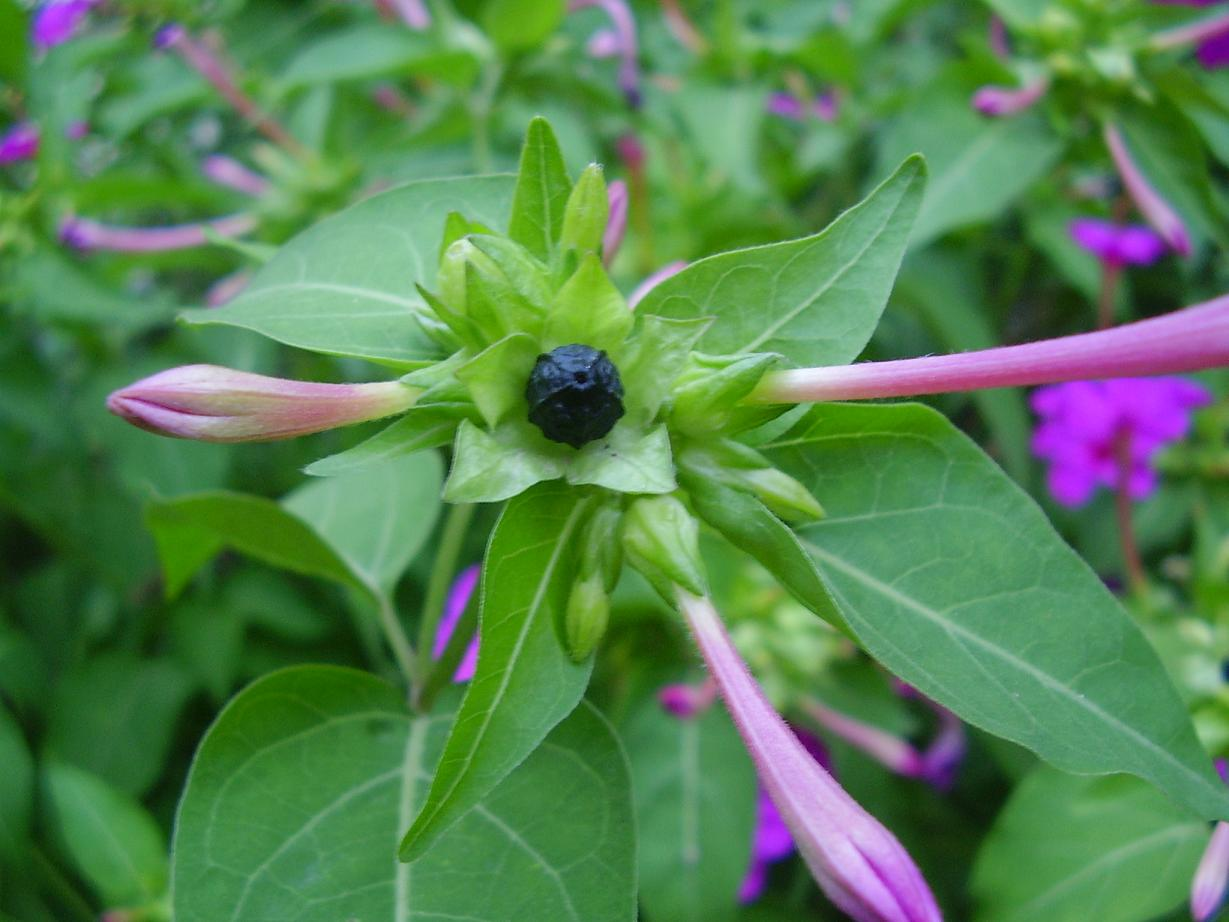
Sămânță de Noptiță